# Literary Society
La Literary Society est un club londonien fondé par le poète William Wordsworth et quelques amis en 1807. Ses membres sont le plus souvent des personnalités de la littérature britannique mais on y rencontre aussi des artistes et des hommes politiques. Cette assemblée se réunit une fois par mois au Garrick Club. Le site du Telegraph l'a défini comme le « club littéraire le plus élégant et le plus discret du Royaume-Uni ».

## Description
Au XIXe siècle, la Literary Society a compté Walter Scott, George Crabbe et Matthew Arnold parmi ses membres. Au XXe siècle, on peut citer J. M. Barrie, Hilaire Belloc, John Galsworthy et Henry James, et, plus récemment, Anthony Powell, Siegfried Sassoon, A. A. Milne, Kingsley Amis, Tom Stoppard, Claire Tomalin, Patrick Leigh Fermor, V. S. Naipaul, Sebastian Faulks, Antony Beevor et P. D. James.
Dans les Lyttelton/Hart-Davis Letters, on trouve de nombreuses évocations des membres de la Literary Society dans les années 1950 et 1960, parmi lesquels John Betjeman, T. S. Eliot, Malcolm Sargent et Lord Dunsany.
En avril 2007, dans un article du Spectator qui portait sur le bicentenaire de la Literary Society, Charles Moore a insisté sur la diversité de ses membres :
« Elle a accueilli des compositeurs (Edward Elgar and Hubert Parry), des historiens comme G. M. Trevelyan et James Anthony Froude, les architectes William Butterfield et Herbert Baker, Kenneth Clark, Harold Nicolson, Alfred Milner l'impérialiste, Herschel l'astronome, Garnet Wolseley le général, Roy Jenkins, A. P. Herbert, deux archevêques de Canterbury (Davidson et Lang), et trois Premiers ministres — Arthur Balfour, Stanley Baldwin et Harold Macmillan ».
La Literary Society ne peut admettre que 60 membres en même temps. Les femmes y ont été acceptées pour la première fois en l'an 2000.

## Sources
- Lyttelton/Hart Davis Letters, Vol 1 (1955-6 letters) 1978  (ISBN 071953478X)
- Lyttelton/Hart Davis Letters, Vol 2 (1956-7 letters) 1979  (ISBN 0719536731)
- Lyttelton/Hart Davis Letters, Vol 3 (1958 letters) 1981  (ISBN 0-7195-3770-3)
- Lyttelton/Hart Davis Letters, Vol 4 (1959 letters) 1982  (ISBN 9780719539411)
- Lyttelton/Hart Davis Letters, Vol 5 (1960 letters) 1983  (ISBN 0-7195-3999-4)
- Lyttelton/Hart Davis Letters, Vol 6 (1961-2 letters) 1984  (ISBN 9780719541087)